# 康拉德·魏泽
康拉德·魏泽（德語：Konrad Weise，1951年8月17日—），德国男子足球运动员。他曾代表东德国奥队参加1972年和1976年夏季奥林匹克运动会足球比赛，获得一枚金牌和一枚铜牌。